# Květa Peschke
Květoslava «Květa» Peschke (de soltera Hrdlickova; Bílovec, Txecoslovàquia, 9 de juliol de 1975) és una tennista professional txeca retirada, que va ser ser número 1 del rànquing de dobles mundial.
En el seu palmarès consta un títol individual del circuit WTA, que li va permetre arribar al 26è lloc del rànquing individual. Va destacar especialment en la modalitat de dobles femenins, on va guanyar un títol de Grand Slam a Wimbledon (2011) amb Katarina Srebotnik com a parella, i amb qui va arribar al capdamunt del rànquing mundial i van ser nomenades millor parella de l'any. Va ser finalista novament del torneig de Wimbledon l'any 2018, quan ja tenia 43 anys, i el seu darrer títol amb 46. Va acumular un total de 36 títol de dobles femenins. En la modalitat de dobles mixts va disputar tres finals del US Open però no va aconseguir imposar-se en cap d'elles. També va formar part de l'equip txeca de Fed Cup en diverses ocasions.

## Biografia
Es va casar amb el seu entrenador Torsten Peschke el 5 de maig de 2003 a Berlín.

## Torneigs de Grand Slam

### Dobles femenins: 3 (1−2)
| Resultat   | Núm. | Any  | Torneig       | Parella            | Oponents                              | Marcador      |
| ---------- | ---- | ---- | ------------- | ------------------ | ------------------------------------- | ------------- |
| Finalista  | 1.   | 2010 | Roland Garros | Katarina Srebotnik | Serena Williams Venus Williams        | 2−6, 3−6      |
| Guanyadora | 1.   | 2011 | Wimbledon     | Katarina Srebotnik | Sabine Lisicki Samantha Stosur        | 6−3, 6−1      |
| Finalista  | 2.   | 2018 | Wimbledon     | Nicole Melichar    | Barbora Krejčíková Kateřina Siniaková | 4−6, 6−4, 0−6 |

### Dobles mixts: 3 (0−3)
| Resultat  | Núm. | Any  | Torneig     | Parella              | Oponents                         | Marcador             |
| --------- | ---- | ---- | ----------- | -------------------- | -------------------------------- | -------------------- |
| Finalista | 1.   | 2006 | US Open     | Martin Damm          | Martina Navrátilová Bob Bryan    | 2−6, 3−6             |
| Finalista | 2.   | 2010 | US Open (2) | Aisam-ul-Haq Qureshi | Liezel Huber Bob Bryan           | 4−6, 4−6             |
| Finalista | 3.   | 2012 | US Open (3) | Marcin Matkowski     | Iekaterina Makàrova Bruno Soares | 7−6(8), 1−6, [10−12] |

## Palmarès

### Individual: 2 (1−1)
| Llegenda                     |
| ---------------------------- |
| Grand Slam (0−0)             |
| WTA Tour Championships (0−0) |
| Tier I (0−0)                 |
| Tier II (0−1)                |
| Tier III (0−0)               |
| Tier IV (1−0)                |
| Tier V (0−0)                 |

| Títols per superfície |
| --------------------- |
| Dura (0−0)            |
| Gespa (0−0)           |
| Terra batuda (1−0)    |
| Moqueta (0−1)         |

| Resultat   | Núm. | Data                  | Torneig           | Superfície   | Oponent          | Marcador |
| ---------- | ---- | --------------------- | ----------------- | ------------ | ---------------- | -------- |
| Guanyadora | 1.   | 19 d'abril de 1998    | Makarska, Croàcia | Terra batuda | Li Fang          | 6−3, 6−1 |
| Finalista  | 1.   | 7 de novembre de 1999 | Leipzig, Alemanya | Moqueta      | Nathalie Tauziat | 1−6, 3−6 |

### Dobles femenins: 78 (36−42)
| Abans de 2009                             | 2009 − 2020             | Després de 2021 |
| ----------------------------------------- | ----------------------- | --------------- |
| Grand Slam (1−2)                          |                         |                 |
| WTA Tour Championships / WTA Finals (0−3) |                         |                 |
| Tier I (3−2)                              | Premier Mandatory (2−3) | WTA 1000 (0−0)  |
| Tier II (8−8)                             | Premier 5 (2−8)         | WTA 1000 (0−0)  |
| Tier III (0−3)                            | Premier (11−6)          | WTA 500 (1−0)   |
| Tier IV / V (2−2)                         | International (6−5)     | WTA 250 (0−0)   |

| Títols per superfície |
| --------------------- |
| Dura (25−25)          |
| Gespa (2−4)           |
| Terra batuda (6−13)   |
| Moqueta (3−0)         |

| Resultat   | Núm. | Data                   | Torneig                                  | Superfície       | Parella                  | Oponents                                  | Marcador               |
| ---------- | ---- | ---------------------- | ---------------------------------------- | ---------------- | ------------------------ | ----------------------------------------- | ---------------------- |
| Finalista  | 1.   | 12 de juliol de 1998   | Praga, Txèquia                           | Terra batuda     | Michaela Paštiková       | Silvia Farina Elia Karina Habšudová       | 6−2, 1−6, 1−6          |
| Guanyadora | 1.   | 2 d'agost de 1998      | Varsòvia, Polònia                        | Terra batuda     | Helena Vildová           | Åsa Carlsson Seda Noorlander              | 6−3, 6−2               |
| Finalista  | 2.   | 14 de febrer de 1999   | Ostrava, Txèquia                         | Terra batuda     | Helena Vildová           | Alexandra Fusai Nathalie Tauziat          | 6−3, 2−6, 1−6          |
| Guanyadora | 2.   | 15 d'abril de 2001     | Estoril, Portugal                        | Terra batuda     | Barbara Rittner          | Tina Križan Katarina Srebotnik            | 6−3, 6−2               |
| Finalista  | 3.   | 6 de maig de 2001      | Hamburg, Alemanya                        | Terra batuda     | Barbara Rittner          | Cara Black Elena Likhovtseva              | 2−6, 6−4, 2−6          |
| Finalista  | 4.   | 30 de setembre de 2001 | Leipzig, Alemanya                        | Dura (i)         | Barbara Rittner          | Elena Likhovtseva Nathalie Tauziat        | 4−6, 2−6               |
| Finalista  | 5.   | 6 de gener de 2002     | Auckland, Nova Zelanda                   | Dura             | Henrieta Nagyová         | Nicole Arendt Liezel Huber                | 5−7, 4−6               |
| Finalista  | 6.   | 2 d'octubre de 2002    | Luxemburg, Luxemburg                     | Dura (i)         | Barbara Rittner          | Kim Clijsters Janette Husárová            | 6−4, 3−6, 5−7          |
| Guanyadora | 3.   | 13 de febrer de 2005   | París, França                            | Moqueta (i)      | Iveta Benešová           | A. Medina Garrigues Dinara Safina         | 6−2, 2−6, 6−2          |
| Finalista  | 7.   | 10 d'abril de 2005     | Amelia Island, Estats Units              | Terra batuda     | Iveta Benešová           | Bryanne Stewart Samantha Stosur           | 4−6, 2−6               |
| Finalista  | 8.   | 24 d'abril de 2005     | Charleston, Estats Units                 | Terra batuda     | Iveta Benešová           | Conchita Martínez V. Ruano Pascual        | 1−6, 4−6               |
| Finalista  | 9.   | 24 de juliol de 2005   | Cincinnati, Estats Units                 | Dura             | María Emilia Salerni     | Laura Granville Abigail Spears            | 6−3, 2−6, 4−6          |
| Finalista  | 10.  | 9 d'octubre de 2005    | Stuttgart, Alemanya                      | Dura (i)         | Francesca Schiavone      | Daniela Hantuchová Anastassia Mískina     | 0−6, 6−3, 5−7          |
| Guanyadora | 4.   | 30 d'octubre de 2005   | Linz, Àustria                            | Dura (i)         | Gisela Dulko             | Conchita Martínez V. Ruano Pascual        | 6−2, 6−3               |
| Guanyadora | 5.   | 12 de febrer de 2006   | París (2)                                | Moqueta (i)      | Émilie Loit              | Cara Black Rennae Stubbs                  | 7−6(5), 6−4            |
| Guanyadora | 6.   | 25 de febrer de 2006   | Dubai, Emirats Àrabs Units               | Dura             | Francesca Schiavone      | Svetlana Kuznetsova Nàdia Petrova         | 3−6, 7−6(1), 6−3       |
| Finalista  | 11.  | 21 de maig de 2006     | Roma, Itàlia                             | Terra batuda     | Francesca Schiavone      | Daniela Hantuchová Ai Sugiyama            | 6−3, 3−6, 1−6          |
| Guanyadora | 7.   | 1 d'octubre de 2006    | Luxemburg                                | Dura (i)         | Francesca Schiavone      | Anna-Lena Grönefeld Liezel Huber          | 2−6, 6−4, 6−1          |
| Guanyadora | 8.   | 15 d'octubre de 2006   | Moscou, Rússia                           | Moqueta (i)      | Francesca Schiavone      | Iveta Benešová Galina Voskobóieva         | 6−4, 6−7(4), 6−1       |
| Finalista  | 12.  | 23 de juliol de 2007   | Eastbourne, Regne Unit                   | Gespa            | Rennae Stubbs            | Lisa Raymond Samantha Stosur              | 7−6(5), 4−6, 3−6       |
| Guanyadora | 9.   | 19 d'agost de 2007     | Los Angeles, Estats Units                | Dura             | Rennae Stubbs            | Alicia Molik Mara Santangelo              | 6−0, 6−1               |
| Guanyadora | 10.  | 14 d'octubre de 2007   | Stuttgart                                | Dura (i)         | Rennae Stubbs            | Chan Yung-jan Dinara Safina               | 6−7(5), 7−6(4), [10−2] |
| Guanyadora | 11.  | 21 d'octubre de 2007   | Zuric, Suïssa                            | Dura (i)         | Rennae Stubbs            | Lisa Raymond Francesca Schiavone          | 7−5, 7−6(1)            |
| Finalista  | 13.  | 17 de febrer de 2008   | Anvers, Bèlgica                          | Dura (i)         | Ai Sugiyama              | Cara Black Liezel Huber                   | 1−6, 3−6               |
| Guanyadora | 12.  | 24 de febrer de 2008   | Doha, Qatar                              | Dura             | Rennae Stubbs            | Cara Black Liezel Huber                   | 6−1, 5−7, [10−7]       |
| Finalista  | 14.  | 21 de juliol de 2008   | Eastbourne (2)                           | Gespa            | Rennae Stubbs            | Cara Black Liezel Huber                   | 6−2, 0−6, [8−10]       |
| Guanyadora | 13.  | 23 d'agost de 2008     | New Haven, Estats Units                  | Dura             | Lisa Raymond             | Sorana Cîrstea Monica Niculescu           | 4−6, 7−5, [10−7]       |
| Finalista  | 15.  | 4 d'octubre de 2008    | Stuttgart (2)                            | Dura (i)         | Rennae Stubbs            | Anna-Lena Grönefeld Patty Schnyder        | 2−6, 4−6               |
| Finalista  | 16.  | 5 de novembre de 2008  | WTA Championships, Doha, Qatar           | Dura             | Rennae Stubbs            | Cara Black Liezel Huber                   | 1−6, 5−7               |
| Finalista  | 17.  | 7 de febrer de 2009    | París                                    | Dura (i)         | Lisa Raymond             | Cara Black Liezel Huber                   | 4−6, 6−3, [4−10]       |
| Finalista  | 18.  | 29 de març de 2009     | Miami, Estats Units                      | Dura             | Lisa Raymond             | Svetlana Kuznetsova Amélie Mauresmo       | 6−4, 3−6, [3−10]       |
| Finalista  | 19.  | 12 d'abril de 2009     | Ponte Vedra Beach (2)                    | Terra batuda     | Lisa Raymond             | Chuang Chia-jung Sania Mirza              | 3−6, 6−4, [7−10]       |
| Finalista  | 20.  | 16 de maig de 2009     | Madrid, Espanya                          | Terra batuda     | Lisa Raymond             | Cara Black Liezel Huber                   | 6−4, 3−6, [6−10]       |
| Guanyadora | 14.  | 16 de gener de 2010    | Hobart, Austràlia                        | Dura             | Chuang Chia-jung         | Chan Yung-jan Monica Niculescu            | 3−6, 6−3, [10−7]       |
| Finalista  | 21.  | 21 de febrer de 2010   | Dubai                                    | Dura             | Katarina Srebotnik       | N. Llagostera Vives M.J. Martínez Sánchez | 6−7(5), 4−6            |
| Guanyadora | 15.  | 20 de març de 2010     | Indian Wells, Estats Units               | Dura             | Katarina Srebotnik       | Nàdia Petrova Samantha Stosur             | 6−4, 2−6, [10−5]       |
| Finalista  | 22.  | 24 d'abril de 2010     | Stuttgart (3)                            | Dura             | Katarina Srebotnik       | Gisela Dulko Flavia Pennetta              | 6−3, 6−7(3), [5−10]    |
| Finalista  | 23.  | 23 de maig de 2010     | Roland Garros, França                    | Terra batuda     | Katarina Srebotnik       | Serena Williams Venus Williams            | 2−6, 3−6               |
| Finalista  | 24.  | 19 de juny de 2010     | Eastbourne (3)                           | Gespa            | Katarina Srebotnik       | Lisa Raymond Rennae Stubbs                | 6−2, 2−6, [11−13]      |
| Finalista  | 25.  | 23 d'agost de 2010     | Mont-real, Canadà                        | Dura             | Katarina Srebotnik       | Gisela Dulko Flavia Pennetta              | 5−7, 6−3, [10−12]      |
| Guanyadora | 16.  | 28 d'agost de 2010     | New Haven (2)                            | Dura             | Katarina Srebotnik       | B. Mattek-Sands Meghann Shaughnessy       | 7−5, 6−0               |
| Finalista  | 26.  | 17 d'octubre de 2010   | Linz                                     | Dura (i)         | Katarina Srebotnik       | Renata Voráčová B. Záhlavová-Strýcová     | 5−7, 6−7(6)            |
| Finalista  | 27.  | 31 d'octubre de 2010   | WTA Championships, Doha (2)              | Dura             | Katarina Srebotnik       | Gisela Dulko Flavia Pennetta              | 5−7, 4−6               |
| Guanyadora | 17.  | 8 de gener de 2011     | Auckland                                 | Dura             | Katarina Srebotnik       | Sofia Arvidsson Marina Erakovic           | 6−3, 6−0               |
| Finalista  | 28.  | 14 de gener de 2011    | Sydney, Austràlia                        | Dura             | Katarina Srebotnik       | Iveta Benešová B. Záhlavová-Strýcová      | 6−4, 4−6, [7−10]       |
| Finalista  | 29.  | 20 de febrer de 2011   | Dubai (2)                                | Dura             | Katarina Srebotnik       | Liezel Huber M.J. Martínez Sánchez        | 6−7(5), 3−6            |
| Guanyadora | 18.  | 26 de febrer de 2011   | Doha (2)                                 | Dura             | Katarina Srebotnik       | Liezel Huber Nàdia Petrova                | 7−5, 6−7(2), [10−8]    |
| Finalista  | 30.  | 7 de maig de 2011      | Madrid (2)                               | Terra batuda     | Katarina Srebotnik       | Victoria Azarenka Maria Kirilenko         | 4−6, 3−6               |
| Guanyadora | 19.  | 18 de juny de 2011     | Eastbourne                               | Gespa            | Katarina Srebotnik       | Liezel Huber Lisa Raymond                 | 6−3, 6−0               |
| Guanyadora | 20.  | 26 de juny de 2011     | Wimbledon, Regne Unit                    | Gespa            | Katarina Srebotnik       | Sabine Lisicki Samantha Stosur            | 6−3, 6−1               |
| Guanyadora | 21.  | 7 d'agost de 2011      | Carlsbad, Estats Units                   | Dura             | Katarina Srebotnik       | R. Kops-Jones Abigail Spears              | 6−0, 6−2               |
| Guanyadora | 22.  | 8 d'octubre de 2011    | Pequín, Xina                             | Dura             | Katarina Srebotnik       | Gisela Dulko Flavia Pennetta              | 6−3, 6−4               |
| Finalista  | 31.  | 30 d'octubre de 2011   | WTA Championships, Istanbul, Turquia (3) | Dura (i)         | Katarina Srebotnik       | Liezel Huber Lisa Raymond                 | 4−6, 4−6               |
| Guanyadora | 23.  | 13 de gener de 2012    | Sydney                                   | Dura             | Katarina Srebotnik       | Liezel Huber Lisa Raymond                 | 6−1, 4−6, [13−11]      |
| Finalista  | 32.  | 29 de setembre de 2012 | Tòquio, Japó                             | Dura             | Anna-Lena Grönefeld      | R. Kops-Jones Abigail Spears              | 1−6, 4−6               |
| Guanyadora | 24.  | 14 d'octubre de 2012   | Linz (2)                                 | Dura (i)         | Anna-Lena Grönefeld      | Julia Görges B. Záhlavová-Strýcová        | 6−3, 6−4               |
| Finalista  | 33.  | 5 de gener de 2013     | Brisbane, Austràlia                      | Dura             | Anna-Lena Grönefeld      | B. Mattek-Sands Sania Mirza               | 6−4, 4−6, [7−10]       |
| Guanyadora | 25.  | 25 de maig de 2013     | Brussel·les, Bèlgica                     | Terra batuda     | Anna-Lena Grönefeld      | Gabriela Dabrowski Shahar Pe'er           | 6−0, 6−3               |
| Finalista  | 34.  | 15 de juny de 2013     | Nuremberg, Alemanya                      | Terra batuda     | Anna-Lena Grönefeld      | Raluca Olaru Valeriya Solovyeva           | 6−2, 6−7(3), [9−11]    |
| Finalista  | 35.  | 11 d'agost de 2013     | Toronto (2)                              | Dura             | Anna-Lena Grönefeld      | Jelena Janković Katarina Srebotnik        | 7−5, 2−6, [6−10]       |
| Finalista  | 36.  | 18 de juliol de 2013   | Cincinnati (2)                           | Dura             | Anna-Lena Grönefeld      | Hsieh Su-wei Peng Shuai                   | 6−2, 3−6, [10−12]      |
| Guanyadora | 26.  | 2 de febrer de 2014    | París (3)                                | Dura (i)         | Anna-Lena Grönefeld      | Tímea Babos Kristina Mladenovic           | 6−7(7), 6−4, [10−5]    |
| Finalista  | 37.  | 16 de febrer de 2014   | Doha                                     | Dura             | Katarina Srebotnik       | Hsieh Su-wei Peng Shuai                   | 4−6, 0−6               |
| Guanyadora | 27.  | 18 de maig de 2014     | Roma                                     | Terra batuda     | Katarina Srebotnik       | Sara Errani Roberta Vinci                 | 4−0, retirada          |
| Finalista  | 38.  | 16 d'octubre de 2016   | Linz (2)                                 | Dura (i)         | Anna-Lena Grönefeld      | Kiki Bertens Johanna Larsson              | 6−4, 2−6, [7−10]       |
| Guanyadora | 28.  | 6 de maig de 2017      | Praga                                    | Terra batuda     | Anna-Lena Grönefeld      | Lucie Hradecká Kateřina Siniaková         | 6−4, 7−6(3)            |
| Finalista  | 39.  | 13 d'agost de 2017     | Toronto (3)                              | Dura             | Anna-Lena Grönefeld      | Iekaterina Makàrova Ielena Vesninà        | 0−6, 4−6               |
| Finalista  | 40.  | 29 d'abril de 2018     | Stuttgart (4)                            | Terra batuda (i) | Nicole Melichar-Martinez | Raquel Atawo Anna-Lena Grönefeld          | 4−6, 7−6(5), [5−10]    |
| Guanyadora | 29.  | 5 de maig de 2018      | Praga (2)                                | Terra batuda     | Nicole Melichar-Martinez | Mihaela Buzărnescu Lidziya Marozava       | 6−4, 6−2               |
| Finalista  | 41.  | 14 de juliol de 2018   | Wimbledon                                | Gespa            | Nicole Melichar-Martinez | Barbora Krejčíková Kateřina Siniaková     | 4−6, 6−4, 0−6          |
| Guanyadora | 30.  | 5 d'agost de 2018      | San Jose, Estats Units                   | Dura             | Latisha Chan             | Liudmila Kitxenok Nadiia Kichenok         | 6−4, 6−1               |
| Guanyadora | 31.  | 14 d'octubre de 2018   | Tientsin, Xina                           | Dura             | Nicole Melichar-Martinez | Monique Adamczak Jessica Moore            | 6−4, 6−2               |
| Guanyadora | 32.  | 6 de gener de 2019     | Brisbane                                 | Dura             | Nicole Melichar-Martinez | Chan Hao-ching Latisha Chan               | 6−1, 6−1               |
| Finalista  | 42.  | 4 de maig de 2019      | Praga (2)                                | Terra batuda     | Nicole Melichar-Martinez | Anna Kalinskaya Viktória Kužmová          | 6−4, 5−7, [7−10]       |
| Guanyadora | 33.  | 4 d'agost de 2019      | San Jose (2)                             | Dura             | Nicole Melichar-Martinez | Shuko Aoyama Ena Shibahara                | 6−4, 6−4               |
| Guanyadora | 34.  | 15 de setembre de 2019 | Zhengzhou, Xina                          | Dura             | Nicole Melichar-Martinez | Yanina Wickmayer Tamara Zidanšek          | 6−1, 7−6(2)            |
| Guanyadora | 35.  | 29 d'agost de 2020     | Cincinnati                               | Dura             | Demi Schuurs             | N. Melichar-Martinez Xu Yifan             | 6−1, 4−6, [10−4]       |
| Guanyadora | 36.  | 3 d'octubre de 2021    | Chicago, Estats Units                    | Dura             | Andrea Petkovic          | Caroline Dolehide CoCo Vandeweghe         | 6−3, 6−1               |

#### Períodes com a número 1
| Núm. | Predecessora    | Dates                    | Successora   | Setmanes | Acumulat |
| ---- | --------------- | ------------------------ | ------------ | -------- | -------- |
| 1.   | Flavia Pennetta | 05/07/2011 − 11/09/2011A | Liezel Huber | 10       | 10       |

### Dobles mixts: 3 (0−3)
| Títols per superfície |
| --------------------- |
| Dura (0−3)            |
| Gespa (0−0)           |
| Terra batuda (0−0)    |

| Resultat  | Núm. | Data                   | Torneig               | Superfície | Parella              | Oponents                         | Marcador             |
| --------- | ---- | ---------------------- | --------------------- | ---------- | -------------------- | -------------------------------- | -------------------- |
| Finalista | 1.   | 10 de setembre de 2006 | US Open, Estats Units | Dura       | Martin Damm          | Martina Navrátilová Bob Bryan    | 2−6, 3−6             |
| Finalista | 2.   | 12 de setembre de 2010 | US Open (2)           | Dura       | Aisam-ul-Haq Qureshi | Liezel Huber Bob Bryan           | 4−6, 4−6             |
| Finalista | 3.   | 9 de setembre de 2012  | US Open (3)           | Dura       | Marcin Matkowski     | Iekaterina Makàrova Bruno Soares | 7−6(8), 1−6, [10−12] |

### Equips: 1 (1−0)
| Resultat   | Núm. | Data                    | Torneig                        | Superfície | Equip                                       | Oponents                                                             | Marcador |
| ---------- | ---- | ----------------------- | ------------------------------ | ---------- | ------------------------------------------- | -------------------------------------------------------------------- | -------- |
| Guanyadora | 1.   | 5−6 de novembre de 2011 | Copa Federació, Moscou, Rússia | Dura (i)   | Lucie Hradecká Petra Kvitová Lucie Šafářová | Maria Kirilenko Svetlana Kuznetsova A. Pavliutxénkova Ielena Vesninà | 3−2      |

## Trajectòria

### Individual
| Open d'Austràlia | A  | 1R | 3R | A           | 2R          | A           | A   | 1R          | A           | A           | 0 / 4 | 3 – 4 |
| Roland Garros | 2R | 3R | 3R | 1R          | 1R          | A           | 2R  | 2R          | 1R          | 2R          | 0 / 9 | 8 – 9 |
| Wimbledon | 1R | 1R | 1R | A           | 2R          | A           | A   | 4R          | 2R          | A           | 0 / 6 | 5 – 6 |
| US Open | 2R | 1R | 2R | 1R          | 1R          | A           | A   | 1R          | 1R          | A           | 0 / 7 | 2 – 7 |
| Jocs Olímpics | NC | NC | 1R | No celebrat | No celebrat | No celebrat | A   | No celebrat | No celebrat | No celebrat | 0 / 1 | 0 – 1 |
| Rànquing a final d'any | 57 | 44 | 47 | 86          | 145         | –           | 116 | 26          | 133         | –           |       |       |
| Llegenda: G: Guanyadora; F: Finalista; SF: Semifinalista; QF: Quarts de final; Q: Qualificació; A: Absent; RR: Round Robin; |    |    |    |             |             |             |     |             |             |             |       |       |

### Dobles femenins
| Open d'Austràlia | A   |  | 3R | 1R  | A           | QF          | A           | A   | 1R          | A           | A           | QF | 3R          | 2R          | SF          | 2R | 2R          | SF          | 1R          | A  | 3R          | 3R          | 3R          | 2R          | A  | 0 / 16 | 28 – 15 |
| Roland Garros | 2R  |  | 2R | 2R  | 3R          | 1R          | A           | 1R  | 3R          | QF          | 3R          | 3R | 3R          | F           | QF          | QF | 2R          | QF          | A           | 1R | 1R          | 3R          | QF          | 3R          | 2R | 0 / 22 | 38 – 21 |
| Wimbledon | 1R  |  | 1R | 2R  | A           | 2R          | A           | A   | 1R          | QF          | QF          | 3R | A           | QF          | G           | 2R | SF          | 1R          | A           | QF | SF          | F           | QF          | NC          | 1R | 1 / 18 | 39 – 17 |
| US Open | A   |  | 2R | 2R  | 3R          | 1R          | A           | A   | 1R          | SF          | SF          | 1R | A           | 3R          | QF          | QF | 3R          | QF          | A           | 1R | 1R          | 1R          | 2R          | QF          | 2R | 0 / 19 | 29 – 19 |
| Jocs Olímpics | NC  |  | NC | 1R  | No celebrat | No celebrat | No celebrat | A   | No celebrat | No celebrat | No celebrat | A  | No celebrat | No celebrat | No celebrat | A  | No celebrat | No celebrat | No celebrat | A  | No celebrat | No celebrat | No celebrat | No celebrat | A  | 0 / 1  | 0 – 1   |
| WTA Tour Championships | A   |  | A  | A   | A           | A           | A           | A   | A           | SF          | SF          | F  | A           | F           | F           | A  | A           | SF          | A           | A  | QF          | QF          | A           | NC          | A  | 0 / 8  | 4 – 8   |
| Rànquing a final d'any | 148 |  | 48 | 111 | 48          | 68          | –           | 142 | 16          | 8           | 11          | 7  | 26          | 5           | 2           | 17 | 16          | 9           | 401         | 51 | 21          | 13          | 21          | 17          | 52 |        |         |
| Llegenda: G: Guanyadora; F: Finalista; SF: Semifinalista; QF: Quarts de final; Q: Qualificació; A: Absent; RR: Round Robin; |     |  |    |     |             |             |             |     |             |             |             |    |             |             |             |    |             |             |             |    |             |             |             |             |    |        |         |

### Dobles mixts
| Open d'Austràlia | QF |  | A  | A  | A  | QF | 1R | 1R | 1R | 1R | SF | 2R | 1R | A | A  | 2R | 1R | 1R | A  | 0 / 12 | 8 – 11  |
| Roland Garros | A  |  | 2R | 1R | 1R | SF | 1R | A  | 2R | QF | 1R | 1R | A  | A | 1R | 1R | 1R | NC | A  | 0 / 12 | 7 – 12  |
| Wimbledon | 2R |  | 2R | 3R | 3R | QF | A  | A  | 2R | 3R | QF | 3R | A  | A | 2R | 2R | SF | NC | SF | 0 / 13 | 12 – 13 |
| US Open | A  |  | 1R | F  | 2R | 2R | A  | F  | A  | F  | QF | QF | A  | A | 2R | 2R | QF | NC | A  | 0 / 11 | 22 – 11 |
| Llegenda: G: Guanyadora; F: Finalista; SF: Semifinalista; QF: Quarts de final; Q: Qualificació; A: Absent; RR: Round Robin; |    |  |    |    |    |    |    |    |    |    |    |    |    |   |    |    |    |    |    |        |         |

## Guardons
- WTA Doubles Team of the Year: (2011, Katarina Srebotnik)
- ITF World Champion: (2011, Katarina Srebotnik)